# Anhedonia musical
La anhedonia musical, también conocida formalmente como anhedonia musical específica, es una condición neurológica que implica la incapacidad de un individuo para disfrutar escuchando música. Investigaciones empíricas recientes sugieren que del 3 al 5% de la población se ve afectada por ella.  Un hallazgo notable relevante para este fenómeno fue el resultado de un estudio científico realizado en 2014, que reveló que si bien quienes exhiben anhedonia musical no tienen problemas para comprender la música; simplemente no experimentan ni exhiben ninguna forma de respuesta emocional positiva al escucharla.
Los investigadores han descubierto que las personas con esta condición mostraron conectividad funcional reducida entre las regiones corticales responsables de procesar el sonido y las regiones subcorticales, relacionadas con el refuerzo positivo.
Un estudio realizado en la Universidad de Barcelona llevó a 45 estudiantes y les pidió que hicieran una prueba para medir la sensibilidad a la recompensa (refuerzo positivo) musical. Los estudiantes se dividieron en tres grupos: personas que no se preocupan por la música en absoluto, aquellos que tienen algún interés en la música y aquellos que "viven y respiran música". Luego, los estudiantes escucharon música mientras su actividad cerebral se medía mediante fMRI . Los participantes recibieron otras pruebas orientadas a la percepción psicológica y emocional que estaban relacionadas con la noción de dinero durante el procedimiento de resonancia magnética para controlar el experimento de música o para aislar el efecto o los efectos de la variable independiente de la música (en otras palabras, para asegurarse los participantes con anhedonia musical solo mostraran ausencia de emoción mientras escuchaban música). Durante el experimento, los tres grupos diferentes obtuvieron puntuaciones diferentes. A partir de sus resultados, los investigadores concluyeron que aquellos que "vivían y respiraban música" tenían la transferencia de información más fuerte entre la corteza auditiva y el centro de recompensa del cerebro. Este experimento proporcionó evidencia de que la música está vinculada con el cerebro, lo que afecta las regiones sensoriales y de recompensa del cerebro. La transferencia de información entre la corteza auditiva y el centro de recompensa aumentó en aquellos que declararon que obtienen algo de diversión de la música. Sin embargo, para las personas que tenían anhedonia musical, los investigadores concluyeron que las regiones auditivas y de recompensa del cerebro no interactuaban tanto como lo hicieron con las personas que disfrutaban de la música.
Las imágenes por resonancia magnética también mostraron que las personas con esta afección tienen relativamente poca conexión entre el núcleo accumbens y la corteza auditiva en comparación con la persona promedio. También se dedujo empíricamente que las personas que disfrutan escuchando música tienen una conexión más alta en esta área del cerebro que aquellas que tienen la condición.

## Estigma social
La mayoría de la población mundial disfruta escuchando música. [cita requerida]   Según algunos,[¿quién?] por esta razón, la música puede considerarse un lenguaje universal. Las personas que sufren de anhedonia musical tienden a tener dificultades para comprender por qué no disfrutan escuchando música. Los beneficios sociales fundamentales que han surgido de la nueva investigación empírica sobre el fenómeno son dobles: ha ayudado a las personas con esta afección a comprender mejor por qué la tienen y ha servido para educar al resto de la población de que es una condición real y legítima que impacta significativamente la vida de muchos en todo el mundo.